# Zolochiv (huyện)
Huyện Zolochiv (tiếng Ukraina: Золочівський район, chuyển tự: Zolochivs’kyi raion) là một huyện của tỉnh Lviv thuộc Ukraina. Huyện Zolochiv có diện tích 1097 km², dân số theo điều tra dân số ngày 5 tháng 12 năm 2001 là 74550 người với mật độ 68 người/km2. Trung tâm huyện nằm ở Zolochiv.